# نيمكولوبتيرس
النيمِكولوبتيرسات (من الكلمات الإغريقية: «نيموس» و«إكولوس» و«بتيروس»، أي: «قاطن الغابة المجنح»، ومع اسم النوع «كريبتوس» تصبح: «قاطن الغابة المُجنح الخفي») هو جنس من التيروصورات البتروداكتيلية، وُصفت عام 2008، والنوع الوحيد المعروف منها حتى الآن هو «ن. كريبتوس». لقد عاشت هذه الحيوانات على الأرض قبل 120 مليون سنة، وكانت تملك عرض جناحين يَبلغ أقل من 25 سنتيمتراً يَجعلها أصغر من أي تيروصور آخر تقريباً. لكن العينة التي عُثر عليها من هذه الزواحف لم تكن لحيوان مكتمل النمو، ومع هذا فإن وانغ إت أل. (2008) استخدم مقدار العظام المُلتحمة في الجسد وتكون عظام الأصابع والقص ليُثبت أنها كانت لتيروصور شبه بالغ.
أظهر «دارّن نايش» في مدونته الشعبية أنه - نظراً لحقيقة أن التيروصورات مبكرة النشاط إلى حد كبير - فإن التحام العظام وتكونها يُمكن أن يَحدث في وقت مبكر جداً عند هذه الزواحف، وأن عينة النيمِكولوبتيرسات ليست بالضرورة أن تكون شبه بالغة نظراً لظهور هذه العلامات فيها.
النيمِكولوبتيرسات معروفة من أحفورة واحدة فقط، وقد أعطيت الرقم الفهرسي "IVPP V-14377". هذه العينة موجودة الآن في «معهد أحافير الفقاريات والأحافير البشرية في بكين» - الصين. أخذت هذه الأحفورة من منطقة أحافير جيوفوتانغ، والتي تعود إلى الفترة الآبتية قبل 120 مليون سنة (ضمن العصر الطباشيري). وكانت قد اكتشفت في البداية في موقع ضمن «منطقة لوزهوُو» قرب «بلدة ياولجو» - «مدينة جيانتشانغ» - غرب «ولاية لياننغ» في شمال شرق الصين.
النيمِكولوبتيرسات هي تيروصورات عديمة الأسنان، وقد توصل وانغ إت أل (2008) إلى أنها شكل بدائي وسطي بين التيروصورات المُسننة والتيروصورات البدائية عديمة الأسنان. بالرغم من أن النيمِكولوبتيرسات صغيرة الحجم، فإن بعضاً من أنواع هذه المجموعات تطورت في النهاية إلى بعض أكبر الحيوانات الطائرة التي عاشت على الإطلاق، مثل الكويتزالكوتلوسات.
تظهر النيمِكولوبتيرسات أيضاً تكيفات واضحة في أصابعها ومخالبها للإمساك بفروع الأشجار. معظم التيروصورات معروفة من الرسوبيات البحرية التي عُثر لها عليها، مما يَعني أنها ربما كانت تُمسك بالأسماك من المحيط ثم تهبط على الشواطئ أو الجروف المجاورة. لكن من جهة أخرى النيمِكولوبتيرسات هي واحدة من تيروصورات قليلة فقط عاشت في وسط القارات، وربما اصطادت الحشرات وجثمت على أشجار الغابة. من الجدير بالاهتمام أيضاً ملاحظة أن النيمِكولوبتيرسات هي من ذرية تيروصورات التابجاريات، وبالرغم من هذا فإنها تظهر تكيفات عالية مع التسلق.